# أليستير بوند
أليستير بوند (بالإنجليزية: Alistair Bond)‏ هو مجدف نيوزلندي، ولد في 16 أغسطس 1989 في دنيدن في نيوزيلندا.

## وصلات خارجية
- أليستير بوند على موقع الاتحاد الدولي للتجديف (الإنجليزية)
- أليستير بوند على موقع اللجنة الأولمبية الدولية (الإنجليزية)
- أليستير بوند على موقع أوليمبيديا (الإنجليزية)
- أليستير بوند على موقع اللجنة الأولمبية النيوزيلندية (الإنجليزية)